# محمد الحسيان
محمد الحسيان (15 يونيو 1973 -)، منشد كويتي، حاصل على الدكتوراة بعنوان المناخ التنظيمي وعلاقته بالرضا الوظيفي للمعلمين والتحصيل الأكاديمي للطلبة في المدارس الثانوية، وهو رئيس مجلس إدارة شركة المها للإنتاج التلفزيوني والسينمائي.

## البداية
بدأ في النشيد سنه 1988 وذلك بعد أن التزم مع الاخوة الملتزمين واكتشف أحد الأصدقاء قدرته بالنشيد فجأة عندما كان يتمتم بنشيده بينه وبين نفسه فسمعها الأخ وأقنعه بالنشيد. وفجاه وبدون مقدمات ظهر بأول انشوده له في تلفزيون الكويت كمقدمه لبرنامج مسابقات إسلامي سنه 1988 ثم
انشوده بلادي بلادي سنه 1991 بعد التحرير على مسرح كيفان بمناسبة التحرير...
بعدها انشوده (لكل من فارق الأحباب) في شريط آهات أسير سنه.1992
وبعدها توالت الأنشط حتى يومنا هذا.

## المشاركات
سئل مرة من الجهات الأكثر تعاونا معك في مسيرة الإنشاد خارج الكويت؟ فكان جوابه أكثر جهة رسمية دعمتني هي إمارة أبوظبي حيث كلفتني عن طريق وزارة الشباب والثقافة بتلحين وتنفيذ أوبريت عن الرسول صلى الله عليه وسلم بمناسبة ذكرى مولده عليه الصلاة والسلام، وقد شاركني في أداء هذا الأوبريت الفنان محمد المازم والمنشد أسامة الصافي، كما تلقيت التكريم في مملكة البحرين حيث حصلت على الجائزة العالمية لخدمة العمل الإسلامي..واقتصر تعاوني في بلدي الكويت مع الشعراء وبعض المنتجين للأناشيد فقط.

## النشيد
```
محمد الحسيان من أوائل المنشدين الذين قاموا بإدخال الإيقاع في الأناشيد بمنطقة الخليج.
```

## الألبومات[2]
1. العزائم
2. آهات أسير
3. أناشيد 94
4. يا صاحب الهم
5. شكرا إلهي
6. مولاي

## السينما والتلفزيون
هو رئيس مجلس إدارة شركة المها للإنتاج التلفزيوني والسينمائي. وقد قام بإنتاج مجموعة من المسلسلات الإسلامية ومنها مسلسل خالد بن الوليد الجزء الثاني ومسلسل الحسن والحسين كما قام بالمشاركة بكتابة بعضها وإخراجها.

## مقالات ذات صلة
- نشيد